# Clàudia Octàvia
Clàudia Octàvia (en llatí: Claudia Octavia; Roma, març, 40 - Pandatària, 9 de juny, 62) va ser una emperadriu romana, consort de l'emperador Neró, del qual en va ser la primera esposa. Arran d'aquest matrimoni també era coneguda com a Octavia Neronis ('Octàvia [esposa] de Neró').

## Biografia
Octàvia era filla de l'emperador Claudi i de la seva tercera esposa, Messalina, germana de Britànic, mitja germana de Clàudia Antònia i germanastra de Neró. Hom li imposà el nom d'Octàvia en honor de la seva besàvia, Octàvia Menor, germana d'August.
L'any 48 Claudi la va prometre a Luci Juni Silà, un jove de família distingida, que també era descendent d'August. Després de l'execució de Messalina aquell mateix any, la cosina i alhora neboda de Claudi, Agripina la Menor, cada vegada més pròxima a l'emperador, va aconseguir l'anul·lació del prometatge després de fer acusar Silà d'incest. Silà finalment es va suïcidar, l'any 49, el mateix dia que Claudi es casava amb Agripina.
A Octàvia la van prometre llavors al jove fill d'Agripina, Neró, adoptat com a fill i hereu per Claudi (50), però el casament no es va efectuar fins al 8 de juny del 53, un any abans de la mort de Claudi, quan el nuvi tenia 16 anys i Octàvia 13. Era un matrimoni polític, que legitimava l'accés al tron de Neró.
Claudi va morir el 13 d'octubre de l'any 54, possiblement assassinat per Agripina, i Neró, tal com havia planificat la seva mare, va convertir-se en el nou emperador. Un dels seus primers actes va ser l'assassinat del germà d'Octàvia, Britànic, l'únic que li podia fer ombra, a la primeria de l'any 55. En els següents anys, Octàvia es va veure immersa en la creixent oposició entre Agripina i el seu fill. Neró mai no va tenir interès per la seva esposa, una "esposa aristocràtica i virtuosa" segons Tàcit, sobretot per ser una imposició materna. Durant el matrimoni, Neró va fer objecte dels seus interessos amorosos altres dones i també altres homes. Les seves amants més conegudes van ser Clàudia Acte, una lliberta, i després Popea, l'esposa del seu amic Otó (més tard emperador), que va ser allunyat de Roma amb un alt càrrec a províncies mentre ella se'n divorciava.
L'any 59 Neró va acabar amb l'oposició d'Agripina a la seva nova relació, fent-la assassinar pel seu llibert Anicet. Tot seguit, va acusar l'odiada Octàvia d'esterilitat i el 62 es va divorciar d'ella amb el propòsit obert de casar-se amb Popea, que estava embarassada. Al cap de només dotze dies del divorci es va celebrar el nou matrimoni.
Malgrat el matrimoni, Popea desitjava acabar amb la influència d'Octàvia i la va fer acusar d'haver incorregut en adulteri amb un esclau, però tot i ser turmentats fins a morir cap esclau va reconèixer el fet, ni tampoc cap de les seves serventes (es diu que una d'aquestes la defensava afirmant que Octàvia tenia les parts pudentes més netes que la boca d'un cert difamador). No obstant això, Neró la va allunyar de Roma, exiliant-la a una finca de Campània sota vigilància militar, però el suport del poble romà a Octàvia, que protestava obertament desfilant pels carrers amb estàtues seves cobertes de flors mentre destruïa les de Popea, el va obligar a fer-la tornar.
La seva tornada va ser molt celebrada entre la població, i això va impulsar Popea i Neró a forçar la situació. Van obligar Anicet a confessar falsament que havia estat amant d'Octàvia, i aquesta va ser finalment desterrada a l'illa Pandatària (l'actual Ventotene), lluny de l'atenció de la capital, on al cap de poc era assassinada per ordre de l'emperador, tot i que es va intentar fingir un suïcidi. La van lligar i li van obrir les venes al bany en un ritual romà tradicional de suïcidi. Estava tan aterrida que la sang no li va sortir i va morir sufocada pel vapor massa calent del bany. Finalment, li van tallar el cap i el van enviar a Popea. La seva mort va ser molt sentida a Roma i anys més tard, segons Suetoni, Neró tindria malsons pels assassinats de la seva mare i d'Octàvia.

### Octàvia en la ficció
- Pseudo-Sèneca, Octavia (tragèdia).
- Claudio Monteverdi, L'incoronazione di Poppea (òpera, 1642)
- Händel, Nero (òpera perduda, 1705)
- Reinhard Keiser, Octavia (òpera, 1705)
- Robert Graves, I, Claudius i Claudius, the God (novel·les de 1934 adaptades a televisió el 1976).